# 도널드 토머스
도널드 토머스(Donald Thomas, 1984년 7월 1일 ~ )는 바하마의 높이뛰기 선수이다.
프리포트에서 태어나 2006년 초순에 스포츠를 시작한 토머스는 이전에 린든우드 대학교에서 농구를 하였다. 자신의 첫 출전에서 2.22m를 제거하고, 몇달 후에 국내 실내 육상 선수권 대회에서 7 피트 01.75 인치의 높이와 함께 2위를 하고, 멜버른에서 열린 코먼웰스 게임에서는 2.23m와 함께 4위를 하였다.
2007년의 실내 시즌에 처음으로 2.30m를 제거하였으며, 결국 3월 아칸소주 파예트빌에서 2.33m를 넘었다. 7월에 살라만카에서 열린 세계 기록 대회에서 2.35m를 제거하였으며, 결과는 자신의 새로운 전력이었고 당시의 세계 시즌 최고였다. 그러고나서 오사카에서 열린 세계 육상 선수권 대회에서 우승을 거두었다. 2008년 베이징 올림픽에서는 자격 라운드에서 2.20m 밖에 넘지 못하여 21위에 오고 말았다.